# 2010 en Ontario
Chronologie de l'Ontario
- 2006
- 2007
- 2008
- 2009
- 2010
- 2011
- 2012
- 2013
- 2014

Cette page concerne des événements d'actualité qui se sont produits durant l'année 2010 dans la province canadienne de l'Ontario.

## Politique
- Premier ministre : Dalton McGuinty du parti libéral de l'Ontario
- Chef de l'Opposition : Tim Hudak
- Lieutenant-gouverneur : David Onley
- Législature : 39e

## Événements

### Août
- Le mardi 31 août 2010 : le maire de Sault-Sainte-Marie John Rowswell est décédé, atteint par un cancer[1].

### Novembre
- Le lundi 29 novembre 2010 : le conservateur Julian Fantino est élu député fédéral de Vaughan à la suite de la démission du libéral Maurizio Bevilacqua[2].

### Décembre
- Le lundi 13 décembre 2010 : un état d'urgence est déclaré dans le comté de Lambton, alors qu'une tempête de neige causent plusieurs chemins ontarienne[3] d'être fermé et plus de 300 chauffeurs sont coincés sur l'Autoroute 402[4].

## Décès
- 18 février : John Babcock, dernier vétéran canadien de la Première Guerre mondiale (° 23 juillet 1900).
- 31 mars : Michael Overs (en), homme d'affaires (° 24 juin 1939).
- 10 mai : Robert B. Salter, chirurgie (° 15 décembre 1924).
- 2 octobre : Maurice Foster (en), député fédéral d'Algoma (1968-1993) (° 8 septembre 1933).
- 16 décembre : Sterling Lyon, premier ministre du Manitoba (° 30 janvier 1927).